# 000577
000577 è il secondo album in studio dei Negramaro, pubblicato il 27 giugno 2004 dalla Sugar Music.

## Descrizione
Contiene tutti i brani già pubblicati nel precedente album Negramaro, alcuni dei quali riarrangiati e prodotti da Corrado Rustici, e l'inedito Scusa se non piango.
La scelta del titolo è ispirata al codice merceologico del vino salentino Negroamaro.

## Tracce
Testi e musiche di Giuliano Sangiorgi.
1. Scusa se non piango – 4:17
2. Es-senza – 3:31
3. Come sempre – 3:14
4. Evidentemente – 4:29
5. Zanzare – 3:58
6. Solo – 4:15
7. Apnea – 4:32
8. Genova 22 – 4:20
9. Mono – 2:37
10. Si è fermato il tempo – 3:57
11. K-Money – 2:57
12. Gommapiuma – 3:50
13. Notturno – 2:46

## Formazione
Gruppo
- Giuliano Sangiorgi – voce, chitarra
- Emanuele Spedicato – chitarra
- Ermanno Carlà – basso
- Andrea Mariano – pianoforte, Fender Rhodes, sintetizzatore
- Danilo Tasco – batteria
- Andrea De Rocco – campionatore

Altri musicisti
- Corrado Rustici – programmazione in Scusa se non piango, Es-senza e Evidentemente, glockenspiel in Come sempre
- Cesare Dell'Anna, Giancarlo Dell'Anna – tromba in Gommapiuma
- Raffaele Casarano, Davide Arena – sassofono in Gommapiuma

Produzione
- Corrado Rustici – produzione e arrangiamenti in Scusa se non piango, Es-senza, Come sempre e Evidentemente
- Negramaro – produzione, arrangiamenti e missaggio in Zanzare, Solo, Apnea, Genova22, Mono, Si è fermato il tempo, K-Money e Gommapiuma
- Giuliano Sangiorgi – produzione e arrangiamenti in Notturno
- Luca Rustici – ingegneria del suono e missaggio in Scusa se non piango, Es-senza, Come sempre e Evidentemente
- Nanni Surace – ingegneria del suono e missaggio in Zanzare, Solo, Apnea, Genova22, Mono, Si è fermato il tempo, K-Money e Gommapiuma
- Paolo Montinaro – ingegneria del suono in K-Money e Gommapiuma
- John Cuniberti – mastering

## Classifiche
| Classifica (2008) | Posizione massima |
| ----------------- | ----------------- |
| Italia            | 96                |